# Джанмария Бруни
Джанмария Бруни (на италиански: Gianmaria Bruni) е бивш пилот от Формула 1. Роден на 30 май 1981 г. в Рим, Италия.

## Формула 1
Джанмария Бруни прави своя дебют във Формула 1 в Голямата награда на Австралия през 2004 г. В световния шампионат записва 18 състезания като не успява да спечели точки, състезава се за отбора на Минарди.